# هوبرت کوش
هوبرت کوش (مجاری: Hubert Kós؛ زادهٔ ۲۸ مارس ۲۰۰۳) شناگر اهل مجارستان است.
وی در مسابقات کشوری و بین‌المللی در مجموع برندهٔ ۵ مدال طلا، ۶ مدال نقره، ۲ مدال برنز شده است.